# Шимталапис
Шимталапис (лит. Šimtalapis) — традиционная литовско-татарская выпечка, которую часто готовят к различным традиционным праздникам. Для приготовления столистника используют слоеное дрожжевое тесто. Его готовят разными способами, но обычно для приготовления теста используют муку, дрожжи, сливочное масло, сахар, молоко, яйца, мак, изюм и другие ингредиенты. Больше всего популярен в Алитусском уезде.
Сначала готовят дрожжи — засыпают их сахаром и заливают ложкой теплого молока. После этого яйца взбиваются с молоком, добавляются мука и дрожжи. Далее тесто поднимается около часа. После чего тесто растягивается в листы, которые щедро покрывают сливочным маслом (его должно хватить на все 5 листов) и посыпают сахаром (заготовленного количества также должно хватить на все листы), затем равномерно распределяют изюм, отварной и молотый маки. Листы кладут друг на друга, углы загибают, скручивают в форме подковы и ставят в разогретую духовку. Выпекается полтора часа.
Шимталапис обычно посыпают сахарной пудрой.
Аналогом блюда в крымскотатарской кухне является фулту–бурма. Форма — рулет, свёрнутый в улитку (бурмакъ — заворачивать, закручивать).